# 和苑三井花園飯店台北忠孝
和苑三井花園飯店台北忠孝（MGH Mitsui Garden Hotel 台北忠孝）為中華民國台北市的一座飯店。

## 建築結構
和苑三井花園飯店台北忠孝為台灣三井不動產和宏普建設合作打造的建築，也為三井不動產旗下飯店連鎖三井花園飯店首座海外據點。飯店鄰近忠孝新生站和國立臺北科技大學，樓高17層、地下5層，共有297間客房。

## 歷史
2020年8月18日試營運。

## 外部連結
- 和苑三井花園飯店台北忠孝（页面存档备份，存于）